# Mogata
Mogata – miejscowość (tätort) w Szwecji, w regionie administracyjnym (län) Östergötland, w gminie Söderköping.
Według danych Szwedzkiego Urzędu Statystycznego liczba ludności wyniosła: 296 (31 grudnia 2015), 299 (31 grudnia 2018) i 303 (31 grudnia 2019).